# Chalong Pakdeevijit
Chalong Pakdeevijit (ฉลอง ภักดีวิจิตร; RTGS: Chalong Phakdiwichit; nascido Boonchalong Pakdeevijit (บุญฉลอง ภักดีวิจิตร; 18 de março de 1931 – 13 de setembro de 2024) foi um diretor de cinema e televisão tailandês, produtor, diretor de fotografia e dublador. Em fevereiro de 2023, ele foi certificado pelo Guinness World Records como o Diretor de TV Mais Velho do Mundo por seu trabalho na minissérie The Maekhong Connection para o Channel 7 HD. Apelidado de 'Rei da Ação', Chalong é mais conhecido por ter criado, dirigido e produzido filmes de ação e programas de TV. Ele era conhecido como 'Ar Long' e internacionalmente como Philip Chalong ou P. Chalong.

## Vida pregressa
Pakdeevijit nasceu em uma família de cineastas. Seu pai era diretor e produtor, e seus irmãos trabalharam todos na indústria cinematográfica. Ele começou como diretor de fotografia em 1950 e dirigiu seu primeiro filme em 1968.

## Carreira
Em 1973, ele lançou o filme Thong para a Tailândia e países estrangeiros. O filme introduz atores estrangeiros para liderar o cinema tailandês, como Greg Morris e Thẩm Thúy Hằng. Atores estrangeiros, como Jan-Michael Vincent, Christopher Mitchum e Olivia Hussey, às vezes assumiam os papéis principais.
Seu último filme foi Sud Keed: Mungkorn Chao Phraya 2 em 1996. Em 1998, ele começou a produzir e dirigir uma série de TV para o Channel 7, começando com Raya, com papéis principais de Pete Thongchua e Chatmongkol Bumpen.
Em 2013, foi nomeado Artista Nacional de Artes Cênicas (cinema e televisão – diretor e produtor executivo) pelo Ministério da Cultura.
Chalong criou, produziu e dirigiu mais de 60 filmes e programas de TV. Seus filmes incluem Fhon Tai (1970), Fhon Nuea (1970), Thong (1973), Thong 2 (1982), Thong 3 (1988) e Thong 4 (1990).
Chalong fez a transição para a televisão e começou a produzir minisséries de ação exclusivamente para o Channel 7, com a estreia televisiva de maior audiência Raya (ระย้า'; 1998). De acordo com AC Neilsen, publicado no WTFintheworld.com, ele é o único diretor na Tailândia com duas entradas no top 10 das minisséries de televisão de maior audiência da Tailândia de todos os tempos.
Essas duas minisséries do Channel 7 incluem Chumphae (ชุมแพ; 2007) e Sao Har (เสาร์ ๕; 2011). Ele ganhou o apelido de "Magnata do Cinema de Ação", por seu estilo de filmes, chamado na Tailândia de Raboet Phukhao Phao Kratom (ระเบิดภูเขา เผากระท่อม).

## Vida pessoal e morte
Chalong Pakdeevijit se casou com Sumon Pakdeevijit em 1966, e os dois permaneceram casados até a morte dela por câncer em 2014.
Em 28 de dezembro de 2014, ele se casou pela segunda vez com uma noiva de 38 anos.
Pakdeevijit morreu de edema pulmonar no Hospital Ramathibodi em Banguecoque, em 13 de setembro de 2024 aos 93 anos.